# WSU Állatorvostudományi Főiskola
A Washingtoni Állami Egyetem Állatorvostudományi Főiskolája az egyetem pullmani campusán működik. Az 1899-ben alapított iskola Washington állam egyetlen ilyen intézménye, egyben az Amerikai Egyesült Államok egyik legrégebbi állatorvosi iskolája.

## Oktatás

### Tanszékek
Az iskola az alábbi tanszékekből áll:
- Integratív Élettani és Idegtudományi Tanszék
- Paul G. Allen Globális Állategészségügyi Iskola
- Molekuláris Biotudományok Iskolája
- Állatkórházi Tudományok Tanszéke
- Állategészségügyi Mikrobiológia és Patológia Tanszéke

### Akkreditáció
Az iskola az alábbi szervezetek akkreditációjával rendelkezik:
- The American Veterinary Medical Association Council on Education (AVMA-COE)
- The Association for Assessment and Accreditation of Laboratory Animal Care (AAALAC),
- The American Association of Veterinary Laboratory Diagnosticians (AAVLD),
- The American Animal Hospital Association (AAHA).

### Kutatás
Az intézmény a 2006-os pénzügyi évben 12,5 millió dollárral támogatta az étel- és vízbázisú megbetegedések kutatását, az idegtudományokat, a szív- és érrendszeri megbetegedéseket és gyógyításukat, az immunológiát, a fertőző megbetegedéseket, valamint a mikrobiális genomika és proteomika tárgykörét.

## Fordítás
Ez a szócikk részben vagy egészben  a   Washington State University College of Veterinary Medicine című angol Wikipédia-szócikk ezen változatának fordításán alapul.  Az eredeti cikk szerkesztőit annak laptörténete sorolja fel. Ez a jelzés csupán a megfogalmazás eredetét és a szerzői jogokat jelzi, nem szolgál a cikkben szereplő információk forrásmegjelöléseként.